# Urobiline

Strukturformel von D-Urobilin

Strukturformel von I-Urobilin

Strukturformel von L-Urobilin

Urobiline oder Mesobiline sind Gallenfarbstoffe und Abbauprodukte des Hämoglobins und tragen zur Farbe der Faeces der meisten Säugetiere bei. Sie entstehen im Darm durch Oxidation von Bilirubin über die Zwischenstufe der farblosen Urobilinogene. Trotz ihres Namens sind die Urobiline nur wenig an der Färbung des Urins beteiligt; sie zählen daher weniger zu den Urochromen (Urinfarbstoffe) als zu den Koprochromen (Fäkalpigmente).
Die normale täglich über die Faeces und den Urin ausgeschiedene Menge der Urobiline beträgt etwa 150 mg. Lebererkrankungen oder Hämolyse können zu vermehrter Ausscheidung von Urobilin führen, während sich ein Verschluss der Gallenwege durch eine verminderte bis ausbleibende Menge in Urin und Kot zeigt.